# De Nationale IQ Test (Nederland)
De Nationale IQ Test was een Nederlands televisieprogramma dat van 2001 t/m 2015 elk jaar op de derde woensdag van januari werd uitgezonden door de omroep BNN. In 2016 werden de Nationale IQ-test en alle andere Nationale testen uitgezonden door RTL 4. Het was een spelprogramma waarin allerlei 'bevolkingsgroepen' en bekende Nederlanders in een studio-omgeving moesten scoren op meerkeuzevragen. Gesuggereerd werd dat de uitkomst van dit spel was te vergelijken met die van een IQ-test. Kijkers konden aan de meestal uit 60 meerkeuzevragen bestaande test thuis via pen en papier, via internet en/of via het sturen van sms'jes per mobiele telefoon meedoen. In 2008 was het ook mogelijk om de test te doen via de rode knop op de UPC digitaletelevisie-afstandsbediening.
Inmiddels  is er ook een gelijknamige Vlaamse versie op VTM verschenen.

## Achtergrond
De eerste Nationale IQ-test werd gehouden in 2001, als onderdeel van een serie Nationale Testen die maandelijks werden gehouden, waaronder de EQ-test en een sekstest. Het concept is op de Nederlandse televisie gebracht door Eyeworks en succesvol verkocht aan onder meer Nine Network (Australië), RTL Television (Duitsland), M6 (Frankrijk), Antena 3 (Spanje), RTÉ (Ierland), TV Asahi (Japan), TV One (Nieuw-Zeeland), BBC (Verenigd Koninkrijk) en Fox Broadcasting Company (Verenigde Staten).
Later werd door de Nederlandse omroep BNN alleen nog de IQ test uitgezonden, die jaarlijks ruim 1 miljoen kijkers trekt. De duo-presentatie is in handen geweest van Jeroen Pauw en tot en met 2005 van Bridget Maasland. Hierbij stelde Pauw de vragen en interviewde Maasland de tribunes. In 2006 verving Patrick Lodiers Maasland en in 2007 verving Ruben Nicolai Pauw. Dit duo presenteerde ook in 2008 de show. Omdat Ruben Nicolai naar de AVRO is gegaan, is hij in 2009 vervangen door Valerio Zeno. Vanaf 2007 geeft neuropsychologe Margriet Sitskoorn als deskundige de nodige toelichtingen. 
Sinds 2013 wordt in de week na de IQ-test nog een andere Nationale Test uitgezonden, de Nationale Eettest, die door Paul de Leeuw wordt gepresenteerd, waarin de kennis over eten wordt getest bij verschillende groepen en Bekende Nederlanders. Daarnaast zijn er in juni ook nog de Nationale Reistest, afgenomen door 3 op reis-presentatoren Geraldine Kemper en Dennis Storm waarin onze kennis over reizen wordt getest en vanaf juni 2015 de Grote Superwetenschappelijke Proefkonijnentest, afgenomen door de Proefkonijnen-presentatoren Dennis Storm en Valerio Zeno waarin onze wetenschappelijke kennis wordt getest. Aan deze testen kunnen de kijkers op dezelfde manieren meedoen als de IQ-test. De muziek van de test is gecomponeerd en uitgevoerd door Ruud Jan Bos.

## Presentatie
| Jaar                 | Presentator           | Interviewer              |
| -------------------- | --------------------- | ------------------------ |
| 2001-2005            | Jeroen Pauw           | Bridget Maasland         |
| 2006                 | Jeroen Pauw           | Patrick Lodiers          |
| 2007-2008            | Patrick Lodiers       | Ruben Nicolai            |
| 2009-2011, 2013-2014 | Patrick Lodiers       | Valerio Zeno             |
| 2012                 | Patrick Lodiers       | Sophie Hilbrand          |
| 2015                 | Ruben Nicolai         | Sophie Hilbrand          |
| 2016                 | Beau van Erven Dorens | Jeroen van Koningsbrugge |

## Programma
Het programma is opgedeeld in twee delen. In het eerste deel worden alle meerkeuzevragen gesteld, in het tweede deel worden de antwoorden gegeven en verklaart een deskundige het een en ander. Kijkers kunnen via SMS, internet, interactieve tv en/of een formulier (met pen en papier) meedoen aan de test.

### Vraaggebieden
De Nationale IQ-test meet verschillende onderdelen van intelligentie. Het totaal gemiddelde resultaat strekt zich uit over verschillende deelgebieden:
- verbale intelligentie (woordenschat, verbaal redeneren) - in de test aangeduid als taal
- logisch redeneren - in de test aangeduid als logica
- techniek en visueel (ruimtelijk inzicht, visueel redeneren) - in de test aangeduid als ruimtelijk inzicht
- numerieke intelligentie (cijfermatig inzicht, numeriek redeneren) - in de test aangeduid als rekenen
- geheugen - in de test aangeduid als geheugen

### Antwoorden en scores
Na afloop zijn van de gemiddeld 60 vragen enkele dagen de antwoord-letters en enige uitleg over 'aantal vragen goed'-scores beschikbaar op teletekst (NOS-TT/BNN-pagina 354). De daarbij behorende IQ-hoogte (tussen 90-109 is gemiddeld, waarbij 100 de standaard is) per leeftijdscategorie en denkniveaus worden daar gegeven.
- >130 Hoogbegaafd
- 116-130 Boven gemiddeld begaafd
- 85-115 Gemiddeld
- 70-84 Moeilijk lerend
- 55-69 Lichte verstandelijke beperking
- 40-54 Matige verstandelijke beperking
- 25-39 Ernstige verstandelijke beperking
- < 25 Diepe verstandelijke beperking

N.B. Het gemiddelde IQ van de Nederlandse bevolking is per definitie 100. Een IQ tussen de 85 en 115 punten wordt als "normaal" beschouwd.

## Uitgenodigde groepen
In de loop der jaren zijn in een studio-omgeving veel verschillende soorten groepen uitgenodigd geworden die als blok proberen andere groepen de loef af te steken. Zo waren daar onder andere:
| Naam                                           | Score             | Jaar | Bronnen             |
| ---------------------------------------------- | ----------------- | ---- | ------------------- |
| 10-jarigen                                     | 102               | 2010 | [ 2 ]               |
| Allochtonen                                    | 99                | 2002 | [ 3 ]               |
| Beauty & Brains                                | 121               | 2010 | [ 2 ]               |
| Belgen                                         | 119               | 2002 | [ 3 ]               |
| Boeren                                         | 127               | 2002 | [ 3 ]               |
| Buschauffeurs                                  |                   |      |                     |
| Blondjes                                       | 87                | 2001 | [ 4 ]               |
| Blondjes                                       | 118               | 2002 | [ 3 ]               |
| Blowers                                        | 119 (113 nuchter) | 2006 | [ 5 ] [ 6 ]         |
| Carnavallers                                   | 110               | 2003 | [ 7 ]               |
| Corpsballen                                    | 126               | 2007 | [ 8 ]               |
| Dertigers                                      | 120               | 2013 | [ 9 ] [ 10 ] [ 11 ] |
| Doven                                          | 97                | 2003 | [ 7 ]               |
| Dronken studenten                              | 112 (118 nuchter) | 2004 | [ 12 ]              |
| Eeneiige tweelingen                            | 108               | 2005 | [ 13 ]              |
| Fanfareleden                                   | 107               | 2008 | [ 14 ] [ 15 ]       |
| Frans Bauer-fans                               | 103               | 2004 | [ 12 ]              |
| Freefighters                                   | 105               | 2005 | [ 13 ]              |
| Gamers                                         | 110               | 2010 | [ 2 ]               |
| Geestelijken                                   | 107               | 2003 | [ 7 ]               |
| Gehypnotiseerden (door Rasti Rostelli)         | 118 (126 nuchter) | 2008 | [ 14 ] [ 15 ]       |
| Geldschieters                                  | 116               | 2009 |                     |
| Gothics                                        | 112               | 2006 | [ 5 ]               |
| Hoogbegaafde kinderen                          | 104               | 2008 | [ 14 ] [ 15 ]       |
| Hoogzwangeren                                  | 109               | 2009 |                     |
| Jerommekes (stoere, sterke mannen met spieren) | 112               | 2007 |                     |
| Kunstenaars                                    | 107               | 2004 | [ 12 ]              |
| L.A.R.P.-ers                                   | 111               | 2011 | [ 17 ] [ 18 ]       |
| Lijfwachten                                    | 101               | 2003 | [ 7 ]               |
| Mannen                                         | 126               | 2012 | [ 19 ]              |
| Makelaars                                      | 111               | 2008 | [ 14 ] [ 15 ]       |
| Mediums & paragnosten                          | 99                | 2005 | [ 13 ]              |
| Moslima's                                      | 114               | 2007 |                     |
| Nagelstylisten                                 | 94                | 2005 | [ 13 ]              |
| Oh Oh Cherso-fans                              | 107               | 2011 | [ 17 ] [ 18 ]       |
| Pokeraars                                      | 108               | 2009 |                     |
| Politici                                       | 114               | 2003 | [ 7 ]               |
| Quiztoeristen                                  | 125               | 2006 | [ 5 ]               |
| Raketgeleerden                                 | 119               | 2005 | [ 13 ]              |
| Roodharigen                                    | 85                | 2007 |                     |
| Schakers                                       | 119               | 2004 | [ 12 ]              |
| Secretaresses                                  |                   |      |                     |
| Sexperiment-deelnemers                         | 117               | 2009 |                     |
| Social media nerds                             | 118               | 2011 | [ 17 ] [ 18 ]       |
| Stoeipoezen                                    | 113               | 2007 |                     |
| Studenten                                      | 107               | 2001 | [ 4 ]               |
| Studenten                                      | 124               | 2002 | [ 3 ]               |
| Talentenjagers                                 | 108               | 2011 | [ 17 ] [ 18 ]       |
| Taxichauffeurs                                 |                   |      |                     |
| Tweelingen                                     |                   |      |                     |
| Twintigers                                     | 117               | 2013 | [ 10 ] [ 11 ]       |
| Uitvinders                                     | 111               | 2006 | [ 5 ]               |
| Veertigers                                     | 102               | 2013 | [ 11 ]              |
| Vijftigers                                     | 105               | 2013 | [ 11 ]              |
| Volendammers                                   | 125               | 2010 | [ 2 ]               |
| Vrouwen                                        | 123               | 2012 | [ 19 ]              |
| Vrouwen met grote borsten                      | 98                | 2004 | [ 12 ]              |
| Vrouwenliefhebbers                             | 118 (124 nuchter) | 2010 | [ 2 ]               |
| Vrouwenvoetballers                             | 113               | 2008 | [ 14 ] [ 15 ]       |
| Vuilnismannen                                  | 106               | 2006 | [ 5 ]               |
| Wegwerkers                                     | 111               | 2009 |                     |
| Wetenschappers                                 | 122               | 2007 |                     |
| Yoga-freaks                                    | 116               | 2011 | [ 17 ] [ 18 ]       |
| Zestigplussers                                 | 95                | 2013 | [ 9 ] [ 10 ] [ 11 ] |

### Prominenten
Aan de test doet ieder jaar een aantal bekende mensen mee. Hieronder staat een lijst van deze prominenten met bijhorende score - waarvan wordt verondersteld dat die het IQ weergeeft - en eventueel jaartal van deelname.
| Naam                            | Score | Jaar | Bronnen             |
| ------------------------------- | ----- | ---- | ------------------- |
| Dolores Leeuwin                 | 159   | 2012 | [ 19 ]              |
| Mark Huizinga                   | 142   | 2010 | [ 20 ]              |
| Rob Oudkerk                     | 137   | 2002 | [ 3 ] [ 13 ]        |
| Diederik Jekel                  | 137   | 2016 | [ 21 ]              |
| Diederik Samsom                 | 136   | 2008 | [ 15 ] [ 22 ]       |
| Rob Kamphues                    | 135   | 2002 | [ 3 ] [ 13 ]        |
| Annemarie van Gaal              | 133   | 2012 | [ 19 ]              |
| Bibi Breijman                   | 132   | 2012 | [ 19 ]              |
| Bert Bakker                     | 132   | 2006 | [ 5 ]               |
| Marc de Hond                    | 131   | 2011 | [ 17 ] [ 23 ]       |
| Kluun                           | 127   | 2010 | [ 20 ]              |
| Chris Zegers                    | 127   | 2004 | [ 12 ] [ 13 ]       |
| Joris Linssen                   | 126   | 2006 | [ 5 ]               |
| Eddy Terstall                   | 125   | 2013 | [ 9 ] [ 10 ] [ 11 ] |
| Esmaa Alariachi                 | 123   | 2007 | [ 8 ]               |
| Jaap Amesz                      | 123   | 2008 | [ 15 ]              |
| DJ Isis                         | 123   | 2008 | [ 15 ]              |
| Marc Dik                        | 123   | 2011 | [ 17 ] [ 23 ]       |
| Rick Nieman                     | 123   | 2003 | [ 7 ] [ 13 ]        |
| Leon Verdonschot                | 123   | 2013 | [ 9 ] [ 11 ]        |
| Frits Huffnagel                 | 122   | 2012 | [ 19 ]              |
| Roland Koopman                  | 122   | 2009 | [ 24 ]              |
| Leonie Meijer                   | 122   | 2013 | [ 9 ] [ 11 ]        |
| Arie Koomen                     | 121   | 2010 | [ 20 ]              |
| Bert van Leeuwen                | 121   | 2007 | [ 8 ] [ 25 ]        |
| Martine Prenen                  | 121   | 2006 | [ 5 ]               |
| Saar Koningsberger              | 121   | 2009 | [ 24 ]              |
| Manuëla Kemp                    | 121   | 2011 | [ 17 ] [ 23 ]       |
| Sofie van den Enk               | 120   | 2010 | [ 20 ]              |
| Frans Timmermans                | 120   | 2010 | [ 20 ]              |
| Charly Luske                    | 120   | 2009 | [ 24 ]              |
| Esther Schouten                 | 119   | 2012 | [ 19 ]              |
| Armin van Buuren                | 119   | 2007 | [ 8 ] [ 25 ]        |
| Chris Tates                     | 119   | 2007 | [ 8 ] [ 25 ]        |
| Manuel Venderbos                | 119   | 2009 | [ 24 ]              |
| Prem Radhakishun                | 119   | 2006 | [ 5 ]               |
| Olga Commandeur                 | 119   | 2013 | [ 9 ] [ 11 ]        |
| Ellen van Langen                | 118   | 2002 | [ 3 ] [ 13 ]        |
| Lauretta Gerards                | 118   | 2009 | [ 24 ]              |
| Don Diablo                      | 117   | 2007 | [ 8 ] [ 25 ]        |
| Hugo Metsers III                | 117   | 2007 | [ 8 ] [ 25 ]        |
| Huub Stapel                     | 117   | 2009 | [ 24 ]              |
| Özcan Akyol                     | 117   | 2013 | [ 9 ] [ 11 ]        |
| Henkjan Smits                   | 116   | 2004 | [ 12 ] [ 13 ]       |
| Horace Cohen                    | 116   | 2006 | [ 5 ]               |
| Emile Ratelband                 | 115   | 2012 | [ 19 ]              |
| Dennis van der Geest            | 115   | 2005 | [ 13 ]              |
| Maurice de Hond                 | 115   | 2005 | [ 13 ]              |
| Jeroen Tjepkema                 | 115   | 2013 | [ 9 ] [ 11 ]        |
| Rosalie van Breemen             | 114   | 2008 | [ 15 ]              |
| Sebastiaan Labrie               | 113   | 2010 | [ 20 ]              |
| Esther Vergeer                  | 113   | 2006 | [ 5 ]               |
| Jochem van Gelder               | 113   | 2003 | [ 7 ] [ 13 ]        |
| Billy Bakker                    | 112   | 2015 | [ 26 ]              |
| Olav Mol                        | 112   | 2008 | [ 15 ]              |
| Jan Vayne                       | 112   | 2002 | [ 3 ]               |
| Esther Duller                   | 112   | 2006 | [ 5 ]               |
| Yvon Jaspers                    | 112   | 2002 | [ 3 ] [ 13 ]        |
| Gürkan Küçüksentürk             | 111   | 2010 | [ 20 ]              |
| Mariko Peters                   | 111   | 2009 | [ 24 ]              |
| Winston Gerschtanowitz          | 111   | 2004 | [ 12 ] [ 13 ]       |
| Ernst-Paul Hasselbach           | 109   | 2005 | [ 13 ]              |
| Sjoerd Pleijsier                | 109   | 2001 | [ 13 ] [ 27 ]       |
| Thijs Willekes                  | 108   | 2011 | [ 17 ] [ 23 ]       |
| Sylvana Simons                  | 108   | 2002 | [ 3 ] [ 13 ]        |
| Bart Spring in 't Veld          | 107   | 2001 | [ 13 ] [ 27 ]       |
| Katarina Justic                 | 107   | 2010 | [ 20 ]              |
| Ton Veerkamp                    | 106   | 2006 | [ 5 ]               |
| Abdelkader Benali               | 106   | 2013 | [ 9 ] [ 10 ] [ 11 ] |
| Dominique van Vliet             | 105   | 2001 | [ 13 ] [ 27 ]       |
| Jan Douwe Kroeske               | 105   | 2008 | [ 15 ]              |
| Co Stompé                       | 104   | 2004 | [ 12 ] [ 13 ]       |
| Elize Kruuk                     | 104   | 2011 | [ 17 ] [ 23 ]       |
| Kas van Iersel                  | 104   | 2001 | [ 27 ]              |
| Sander Foppele                  | 104   | 2003 | [ 7 ] [ 13 ]        |
| Margriet Eshuijs                | 104   | 2013 | [ 9 ] [ 10 ] [ 11 ] |
| Daphne Bunskoek                 | 103   | 2001 | [ 27 ]              |
| Henk Schiffmacher               | 103   | 2012 | [ 19 ]              |
| Ellemijn Veldhuijzen van Zanten | 103   | 2001 | [ 27 ]              |
| Juvat Westendorp                | 102   | 2012 | [ 19 ]              |
| Dries Roelvink                  | 102   | 2011 | [ 17 ] [ 23 ]       |
| Hanny Veerkamp                  | 101   | 2006 | [ 5 ]               |
| Arijan van Bavel                | 100   | 2011 | [ 17 ] [ 23 ]       |
| Adam Curry                      | 100   | 2003 | [ 7 ] [ 13 ]        |
| Willibrord Frequin              | 100   | 2001 | [ 13 ] [ 27 ]       |
| Vieze Fur                       | 99    | 2008 | [ 15 ]              |
| Barbara Karel                   | 99    | 2005 | [ 13 ]              |
| Gijs Scholten van Aschat        | 98    | 2004 | [ 12 ] [ 13 ]       |
| Liesbeth Kamerling              | 98    | 2004 | [ 12 ] [ 13 ]       |
| Victoria Koblenko               | 98    | 2001 | [ 27 ]              |
| Antonette Sterrenburg           | 98    | 2001 | [ 27 ]              |
| Marian Mudder                   | 96    | 2004 | [ 12 ] [ 13 ]       |
| Patty Brard                     | 96    | 2003 | [ 7 ] [ 13 ]        |
| Jody Bernal                     | 96    | 2008 | [ 15 ]              |
| Jop Nieuwenhuizen               | 96    | 2001 | [ 27 ]              |
| Bart Chabot                     | 95    | 2001 | [ 27 ]              |
| Geert Hoes                      | 95    | 2005 | [ 13 ]              |
| Sjoukje Smit                    | 95    | 2001 | [ 27 ]              |
| Catherine Keyl                  | 94    | 2004 | [ 12 ] [ 13 ]       |
| Winny de Jong                   | 94    | 2003 | [ 7 ] [ 13 ]        |
| Jasmine Sendar                  | 93    | 2001 | [ 27 ]              |
| Sandra Reemer                   | 93    | 2001 | [ 27 ]              |
| Marga Bult                      | 92    | 2001 | [ 27 ]              |
| Sugar Lee Hooper                | 90    | 2001 | [ 27 ]              |
| Viola Holt                      | 89    | 2007 | [ 8 ] [ 25 ]        |
| René van de Kerkhof             | 87    | 2005 | [ 13 ]              |
| Irene van der Laar              | 84    | 2002 | [ 3 ] [ 13 ]        |
| Willy van de Kerkhof            | 83    | 2005 | [ 13 ]              |
| Def Rhymz                       | 82    | 2003 | [ 7 ] [ 13 ]        |
| Shary-An Nivillac               | 81    | 2011 | [ 17 ] [ 23 ]       |
| Regilio Tuur                    | 81    | 2002 | [ 3 ] [ 13 ]        |
| Tatjana Simić                   | 78    | 2003 | [ 7 ] [ 13 ]        |
| Kelly van der Veer              | 77    | 2005 | [ 13 ]              |
| Sandy (Borneo orang-oetan)      | 75    | 2006 | [ 5 ]               |
| Bonnie St. Claire               | 52    | 2007 | [ 8 ] [ 25 ]        |

## Resultaten
De hoogste score die ooit in het programma werd behaald was van Dolores Leeuwin, die in 2012 een score van 159 haalde.
Hoogst behaalde score per jaar onder de aanwezigen in de studio.
| Naam                                                     | Score | Groep                            | Jaar | Bronnen       |
| -------------------------------------------------------- | ----- | -------------------------------- | ---- | ------------- |
| Dolores Leeuwin                                          | 159   | BN'ers                           | 2012 | [ 19 ]        |
| Maarten Uijens                                           | 152   | Sporters                         | 2015 | [ 28 ]        |
| Maike Rotteveel                                          | 147   | Raketgeleerden                   | 2005 | [ 13 ]        |
| Nel Veerman                                              | 143   | Volendammers                     | 2010 | [ 20 ] [ 29 ] |
| Mark Huizinga                                            | 142   | BN'ers                           | 2010 | [ 20 ]        |
| Regina Loos-van Boxmeer                                  | 142   |                                  | 2013 | [ 10 ] [ 11 ] |
| Arjun Swami Persaud                                      | 140   | Gothics                          | 2006 | [ 6 ] [ 30 ]  |
| Roxanne Hogenes / Laura Dingshoff                        | 139   | Yoga freaks / Social media nerds | 2011 | [ 17 ] [ 18 ] |
| naam onbekend                                            | 139   | Belgen                           | 2002 | [ 3 ]         |
| Boris Pavloff                                            | 137   | Doven                            | 2003 | [ 7 ]         |
| Diederik Samsom                                          | 136   | BN'ers                           | 2008 | [ 15 ] [ 22 ] |
| Jan van Bakel                                            | 128   | Pokeraars                        | 2009 | [ 31 ]        |
| Jan Brugge (Da Vinci College, Purmerend) / naam onbekend | 120   | Leraren / Studenten              | 2001 | [ 4 ]         |